# Collégiale Saint-Georges de Pithiviers
La collégiale Saint-Georges de Pithiviers est une ancienne collégiale française située dans la ville de Pithiviers, le département du Loiret et la région Centre-Val de Loire.

## Histoire
L'église a connu plusieurs états. La tradition évoque une église Saint-Georges qui remonte à Clovis. Puis l'église carolingienne est remplacée par une première église romane entre 1005 et les années 1020, sous la conduite d'Héloïse de Pithiviers ; elle eut alors le statut de collège de chanoines. Reconstruite à la fin du XIe siècle puis au XIIIe siècle, elle fut en grande partie détruite lors des guerres de religion.
Ses vestiges furent d'abord inscrits à l'inventaire des monuments historique le 14 décembre 1928 puis partiellement classés le 7 février 1986.

## Vestiges
Les vestiges, actuellement visibles mais ne pouvant être visités en dehors des journées européennes du patrimoine sont les suivants :
- le clocher du XIe siècle ;
- un bas-côté et une des quatre absidioles de l'église basse (crypte) du XIe siècle ;
- une des quatre absidioles du chœur de l'église haute du XIe siècle ;
- un bas-côté de la nef et du chœur du XIIIe siècle.

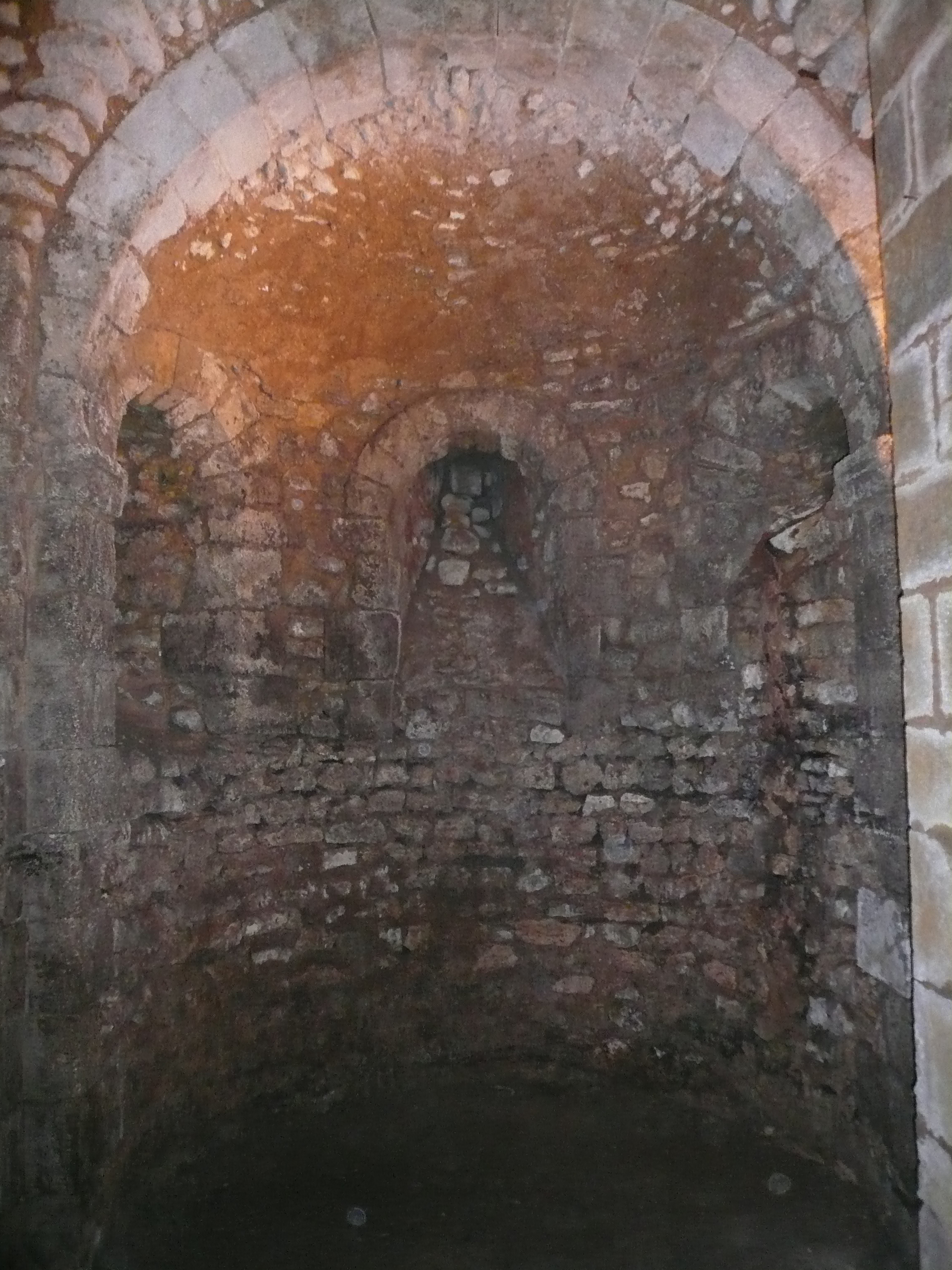
Intérieur de l'absidiole de l'église basse
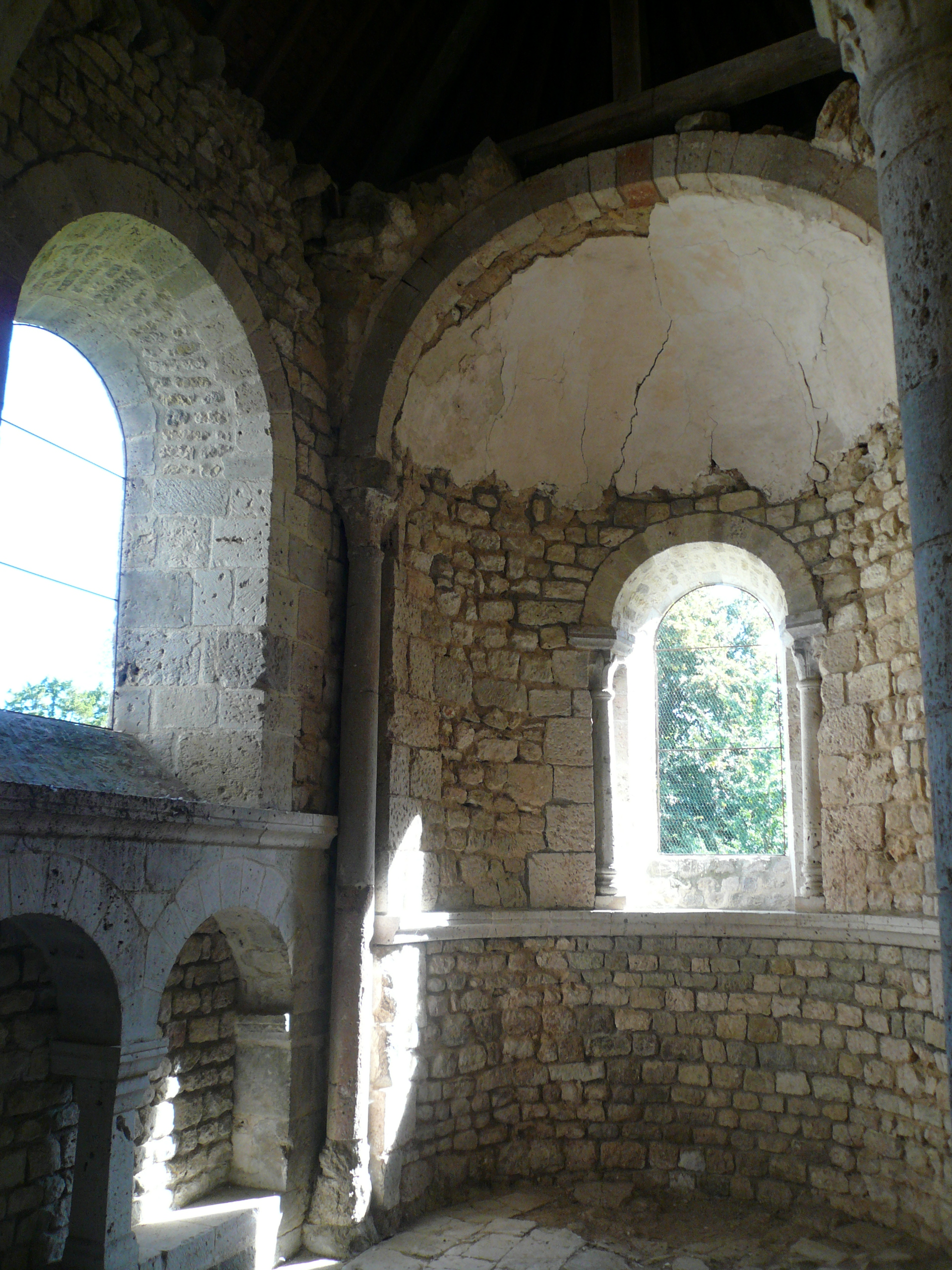
Intérieur de l'absidiole de l'église haute
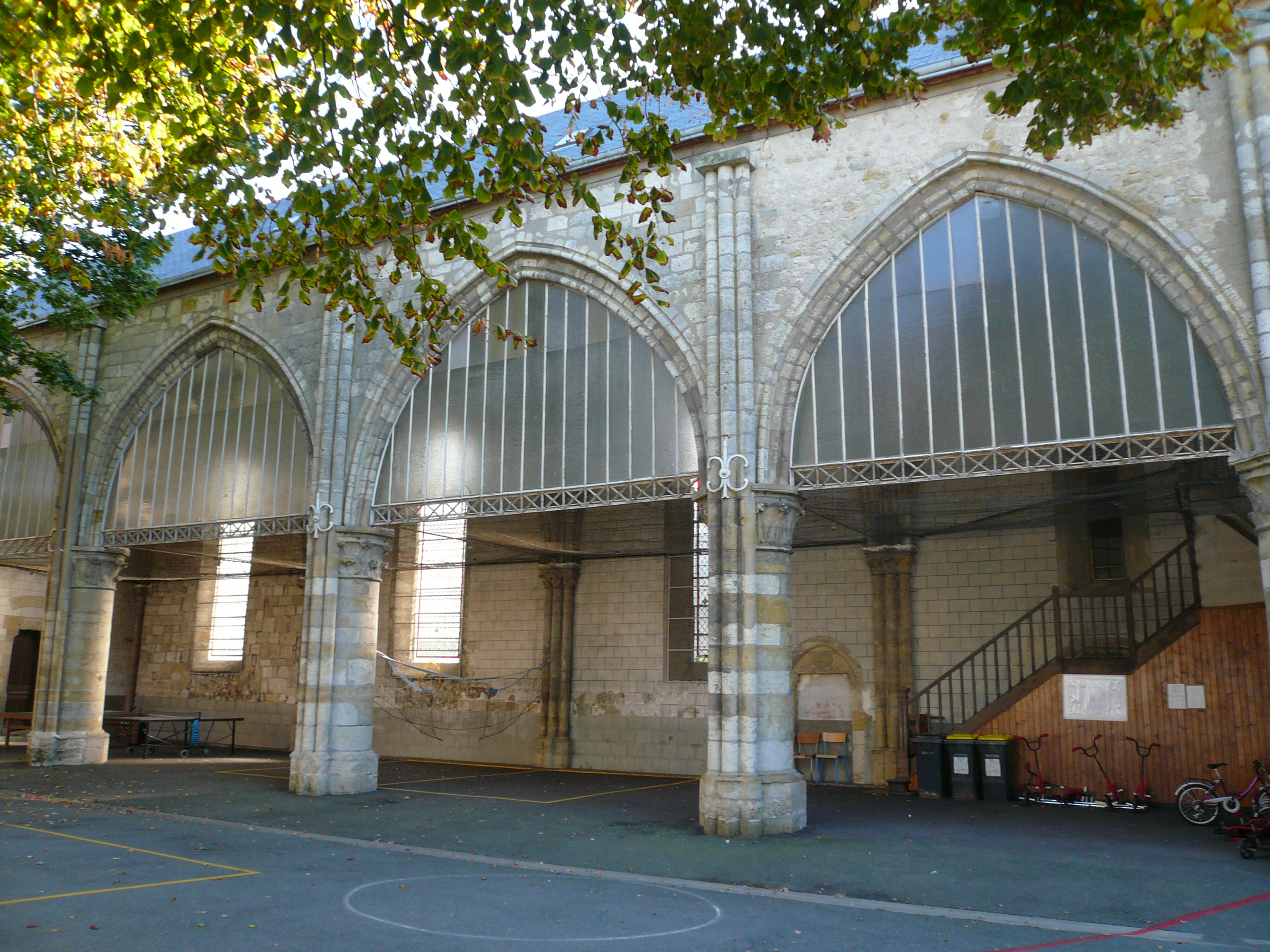
Vestiges du bas-côté sud